# Cruel
『Cruel』（クルーエル） は、黒夢のメジャーミニ・アルバム。
1994年8月31日に、東芝EMIから発売された。

## 概要
メジャーデビュー後1年8ヶ月振りにミニ・アルバムがリリースされたが、今作が臣の在籍時の最後のアルバム。
「ICE MY LIFE」はギターソロが編集された。
「CHANDLER」はバンド初の全英詞である。
「Sick」はライブ定番ナンバーで1997年に発売された、9枚目のシングル「NITE&DAY」カップリングに新アレンジ・ヴァージョン「SICK -1997 BURST VERSION-」が収録された。
6曲目「寡黙をくれた君と苦悩に満ちた僕 ～Full Acoustic Version～」は1枚目のアルバム『迷える百合達〜Romance of Scarlet〜』収録曲のアコースティック・ヴァージョン。1994年発売初回プレス盤ではシークレット・トラックとなっていた （2度目以降プレスされた盤のブックレットには曲目が記載されたが、歌詞カードの記載は無い）。

## アートワーク・パッケージ
初回盤は特殊ジャケット。1998年発売再発盤は白地に黒字でタイトルとアーティストロゴのみのシンプルなジャケットに差し替えられた。2009年再発盤は初回発売盤ジャケット写真に戻されてSHM-CD仕様。

## 収録曲
| 全作詞: 清春、全編曲: 黒夢。 |                                                              |           |       |      |
| #                            | タイトル                                                     | 作詞      | 作曲  | 時間 |
| 1.                           | 「CHANDLER」                                                 | 清春      | 臣    | 2:13 |
| 2.                           | 「Sick」                                                     | 清春      | 人時  | 3:31 |
| 3.                           | 「『sister』」                                               | 清春      | 臣    | 3:25 |
| 4.                           | 「意志薄弱」                                                 | 清春      | 人時  | 5:13 |
| 5.                           | 「ICE MY LIFE ～Album Mix～」(2ndシングル)                   | 清春      | 臣    | 4:13 |
| 6.                           | 「寡黙をくれた君と苦悩に満ちた僕 ～Full Acoustic Version～」 | 清春      | 臣    | 5:20 |
| 合計時間:                    | 合計時間:                                                    | 合計時間: | 23:27 |      |

## 参加ミュージシャン
- 清春：Vocals
- 臣：Guitar
- 人時：Bass
- 松山一志：Drums
- 佐久間正英：Additional Keyboards & Guitar (M-4)